# 위치 기반 서비스
위치 기반 서비스(Location-based service, LBS)는 무선 인터넷 사용자에게 사용자의 변경되는 위치에 따르는 특정 정보를 제공하는 무선 콘텐츠 서비스들을 가리킨다. LoCation Services(LCS)로 불리기도 한다. 

## 역사
최근에는 노키아(Nokia) 같은 모바일 핸드셋 제작사들이 자신들의 장비에 LBS를 내장하기 위해 자발적으로 노력하고 있지만, 원래 LBS는 이동통신사와 모바일 콘텐츠 공급사들의 협력 아래에서 개발되었다.
LBS의 주요 장점은 무선 인터넷 사용자가 여러 위치를 이동하면서도 직접 주소나 지역 구분자를 입력하지 않아도 된다는 점이며, GPS 측위 기술은 이를 가능하게 하여 무선 인터넷 서비스 접근을 용이하게 해주는 주요 요소기술 중 하나이다.
그러나, LBS를 실현하는 데에 GPS와 같은 위성 기반 측위 기술만이 하위 요소기술로 사용되는 것은 아니다. 이동통신 네트워크에는 단말의 이동성을 관리하기 위한 고유의 위치 관리 메커니즘이 존재하며, 이를 기반으로 한 비GPS LBS 서비스도 다수 존재한다.
PC 기반의 유선 인터넷 서비스 역시, 무선 인터넷 영역으로 경계 넘어 확장을 계속하면서 위치 기반 서비스 기능과의 융합(Convergence) 요구에 직면하고 있다.

## 응용 서비스의 범위
위치 기반 서비스의 몇 가지 예는 다음과 같다 :
- 현금출납기나 식당 등 가까운 위치의 서비스나 시설 정보를 조회
- 할인 중인 주유소 위치 정보나 교통 정체상황 경고 등 알림 서비스들
- 친구 위치 찾기

- 이동통신 사업자는 위치 기반지출 (통행 요금 자동 지불) 등

한국에서 사용되는 주요 위치 기반 서비스는 다음과 같다 : 서비스 가동을 통해 다음과 같은 부가적인 서비스 기능을 추구할 수 있다 :
- 지역적으로 분산된 자원의 관리 : 택시, 배달원, 대여 장비, 병원(의사), 선단 등
- 물자 위치  : 스스로 위치 보고를 할 수 없는 수화물이나 화물 상자 같은 물건들도 passive sensor나 RF 태그 등을 이용하여 위치 관리에 사용할 수 있다.
- (주위에서) 사람이나 물건 위치 찾기 : 필요한 서비스 제공자(의사 등), 서비스 사업체, 이동 경로, 날씨, 교통 상황, 숙소 예약, 분실 휴대전화, 비상 구조 서비스 등
- 목표 근접 시 알림 기능(Push형 또는 Pull형) : 목표 지정 광고, 친구 리스트, 데이트 상대 찾기, 공항 접근 시 자동 체크인
- 목표 근접 시 자동 수행(Push형 또는 Pull형) : 위치 기반 자동
- 핫힉(Hot Hic) http://www.hothic.com

## 작동 원리
위치 기반 서비스(LBS)를 크게 측위 기술(LDT, Location Determination Technology), 위치 처리 플랫폼(LEP, Location Enabled Platform), 위치 응용 프로그램(LAP, Location Application Program)의 3가지 부분으로 나누어 보는 시각이 보편적이다.

### 측위 기술
서비스 공급자는 무선 단말에 내장된 GPS칩을 통해 위치를 측정할 수 있다. 이 경우 무선 단말은 복수 GPS 위성으로부터의 신호를 수신하고 신호로부터 위치 좌표를 계산하는 측위 기능 전체를 직접 담당하며 이동통신망을 통해 그 좌표를 입력값으로 각종 정보를 조회할 수 있다.
그러나, 현재의 이동통신망에 보급되어 있는 단말은 저전력 및 낮은 계산성능 문제로 위성신호 수신과 좌표 계산 기능을 직접 수행하는 데에 어려움이 있다. 이에 따라 GPS 신호를 보조적으로 이용하고, 인접 이동통신 기지국의 거리 관계 및 전파 상태 측정값을 추가하여 복합적으로 위치 좌표를 계산하는 혼합 측위 방식이 다양하게 고안되어 왔으며 이를 일반적으로 A-GPS(Assisted GPS)라고 지칭한다. 이때 근접 복수 기지국과 단말 간의 전파 상태에 기반한 위치 관계 계산에 무선표정(無線標定, radiolocation) 방법과 삼변측량(三邊測量, trilateration) 방법이 이용된다.
또 이동통신사 및 위치 정보 서비스의 종류에 따라, 복수의 기지국과 단말 간의 위치 관계를 계산하는 방법을 이용하지 않고 단일 기지국 기준 위치 조회 방법을 이용하기도 한다. 이동통신 망은 그 특성 상 기지국 기준의 단말 이동성 관리를 항상 수행하고 있기 때문에, 이 방법은 별도의 측위 시스템 추가와 위치 요청 시 측위 계산 부하 없이도 위치 기반 서비스를 제공할 수 있는 방법이 된다.
위치 측정값의 정확도는 GPS 및 그에 준하는 위성 기반 위치 측정 방법이 가장 높으며 기지국 기반 방식은 위경도 좌표가 아닌 지역 구분만을 측정할 수 있으므로 정확도가 가장 낮다.
이런 방법들 중 반드시 하나만을 사용하여 위치 기반 서비스를 구현할 수 있는 것은 아니다. 현재의 이동통신망에는 위치 측위 성능이 서로 다른 다양한 단말이 보급되어 있기 때문에, 보통의 이동통신사는 GPS, A-GPS 방식이나 기지국 기반 방식을 혼용하여 위치 기반 서비스를 제공한다.
한편, 이동통신망 이외의 영역에서 사용자 또는 사물의 위치를 파악하여 서비스에 반영하는 흐름도 계속 증가하고 있다. 무선랜을 이용한 이동식 네트워크나 Wibro 등 새 규격의 이동식 네트워크 환경, 또는 유선 인터넷 환경에서 IP 주소 기준의 사용자 위치 인식 기술도 연구와 산업화가 진행되는 중이며, 이를 포괄적으로 위치 기반 서비스를 위한 측위 기술에 포함하는 것이 타당하다.
하지만 많은 다른 포지셔닝 기술을 세계에서 사용할 수 있다. 실내 지역화 특히. GPS와 실내의 GSM 아주 잘 작동하지 않는다. 따라서 다른 기술, 블루투스, 초광대역, RFID와 와이파이처럼 사용할 수 있다. 하지만 이 기술은 특정 LBS 문제에 대한 최상의 솔루션을 제공? 이 문제에 대한 일반적인 모델 Radboud University, 네이메겐, 네덜란드에 건설되었다..

### 위치 처리 플랫폼
위치 처리 플랫폼은 측위 기술에 의해 얻어진 사용자나 사물의 위치를 취합하고 일관된 표현의 정보로 가공하여 네트워크와의 인터페이스를 통해 위치 응용 프로그램단의 구성요소들에 서비스하거나, 저장하는 기능을 하는 위치 기반 서비스 구성요소를 통틀어 일컫는다.
GSM, CDMA 기반의 이동통신 네트워크 모델에서는 GMLC(Gateway Mobile Location Center)를 두고 이동통신망 내부의 이동성 관리 시스템과 연동하여 단말의 기지국 기반 라우팅 정보를 요청하고 IP 네트워크에 존재하는 위치 응용 애플리케이션과의 연동을 지원하는 관문 역할을 하는 설비로 정의하고 있다. 이러한 GMLC를 이동통신 네트워크에서의 위치 처리 플랫폼의 하나로 분류할 수 있다.
또, A-GPS 방식의 이동통신 위치 기반 서비스 구성에서 유사한 역할을 하도록 정의된 위치정보센터(MPC, Mobile Positioning Center) 역시 위치 처리 플랫폼의 한 예이며, GMLC/MPC의 위치 통합 기능에 접근하기 위한 위치 응용 프로그램과의 표준 프로토콜을 OMA(Open Mobile Alliance)에서 관리하고 있다.
이동통신 이외의 네트워크 환경에서도 사용자 및 사물의 위치를 취합하고 위치 응용 프로그램단과의 프로토콜을 통합하는 역할을 하는 설비 및 서비스가 존재한다면 포괄적인 위치 처리 플랫폼으로 분류할 수 있다. 유무선 네트워크 서비스 융합 흐름에 맞추어 이런 플랫폼의 연구와 공개 표준화가 다방면으로 시도되고 있다.

### 위치 응용 프로그램
위치 처리 플랫폼과 통신하여 개별 사용자 및 사물의 위치를 기반으로 동적으로 가공된 콘텐트를 제공하거나 수집된 위치 정보를 관리할 수 있는 서비스를 뜻한다. 이를 이동통신 네트워크에서는 위치 응용 서버(Location Application Server)와 위치 콘텐츠 서버(Location Contents Server)로 계층화하기도 하는데, 위치 응용 서버는 'LBS 플랫폼'이라고 별칭되기도 하며, 이동통신 네트워크에서 기본적인 위치 기반 부가서비스 제공 역할과 외부 콘텐츠 서비스를 위한 게이트웨이 역할을 동시에 담당하는 설비이다.
대표적인 콘텐츠 서비스 및 솔루션의 영역으로 텔레매틱스, 위치 기반 WAP 서비스, 긴급 안전 및 호출 서비스, GIS와 결합한 지도/지역 서비스 등을 들 수 있다.

## 같이 보기
- 지도학
- 추측 항법
- 실내 위치 추적 서비스
- 위치 기반 게임
- 길찾기
- 와이파이 위치 획득 체계

### 표준 기관과 포럼
- (영어) ISO/TC211 Geographic information/Geomatics Technical Commitee
- (영어) The Location Working Group, OMA
- (영어) Open Geospatial Consortium (OGC)

### 표준 문서
- (영어) ISO 19132 Location-based services - Reference model
- (영어) ISO 19133 Location-based services - Tracking and navigation
- (영어) ISO 19134 Location-based services -- Multimodal routing and navigation
- (영어) OMA Location Working Group - Public Available Documents(link to Documents Repository)

### 대한민국 내 기관과 학회
- 한국정보통신기술협회(TTA)
- LBS산업 협의회 보관됨 2021-05-18 - 웨이백 머신
- 유비쿼터스 LBS 학회(Korea Ubquitous Location Based Service Society)

## 참고 문헌
1. ↑  한기준, "위치 기반 서비스(LBS)의 표준화와 연구동향", <<정보화정책 2003년 겨울호>>>
2. ↑  (영어) Positioning techniques : A general model